# Kapelle (Sinkershausen)

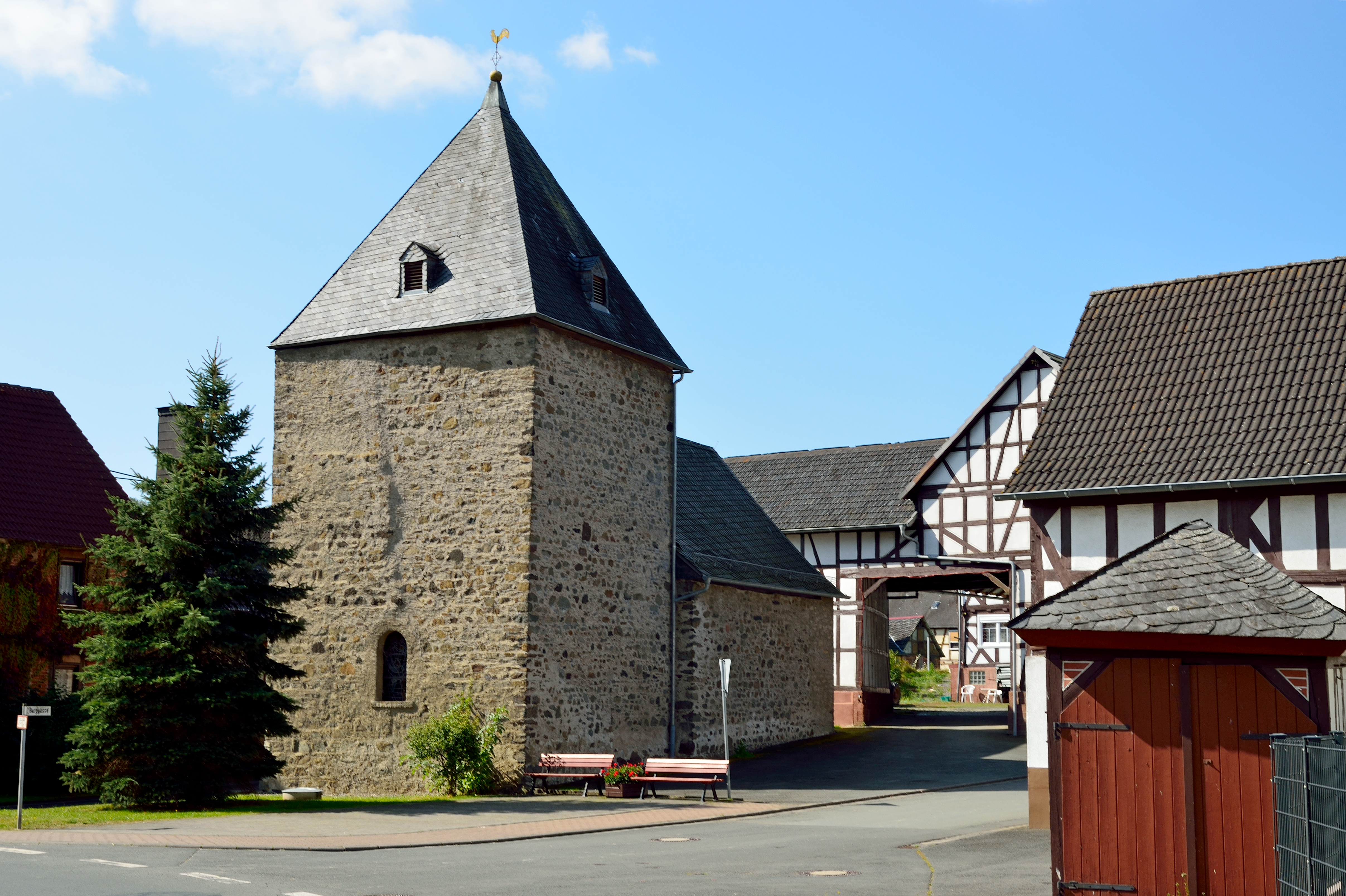
Kapelle Sinkershausen

Die Evangelische Kapelle Sinkershausen ist ein denkmalgeschütztes Kirchengebäude in Sinkershausen im Hessischen Hinterland. Die Kirche gehört zur Kirchengemeinde Gladenbach im Dekanat Biedenkopf-Gladenbach in der Propstei Nord-Nassau der Evangelischen Kirche in Hessen und Nassau.

## Beschreibung
Die geostete Kapelle wurde im 13. Jahrhundert erbaut. Die Nordseite des ehemals gewölbten Kirchenschiffs hat keine Fenster. Der quadratische Chorturm ist mit einem Pyramidendach mit Dachgauben bedeckt. Sein Erdgeschoss ist mit einem Kreuzgratgewölbe überspannt. 
Die Glasmalerei im Chor wurde 1961 von Erhardt Jakobus Klonk angefertigt. Sie zeigt die Auferstehung Jesu Christi. Die kleine, von der Orgelbau Hardt gebaute Orgel mit fünf Registern, einem Manual und Pedal wurde 1986 auf der Empore aufgestellt.